# メーガン・ケリー
メーガン・ケリー（Megyn Marie Kelly、女性、1970年11月18日 - ）は、アメリカ合衆国の放送局であるNBCのニュースキャスターであり、政治コメンテイターである。以前はメーガン・ケンドールとして知られた。
2013年から2017年1月6日まで、ケリーはFOXニュースニューヨーク本部から冠番組である「The Kelly File」（英語版）のMCを務めていた。以前は同様に冠番組である「America Live with Megyn Kelly」（英語版）のMCを務めていた。またケリーは「世界で最も影響力のある100人」に選出されている。

## 私生活
ニューヨーク州シラキュース生まれ。実父のエドワードはニューヨーク州立大学オールバニ校の教授であった。この家系はイタリア移民の家系である。後にニューヨーク州デルハマーに転居し、ケリーはベツレヘム・セントラル高校（英語版）に進学した。高校時代はバスケットボールやフィールドホッケーなどの選手であり、チアリーディング部の主将であった。15歳の時に実父が急死したが、高校を卒業するとシラキュース大学に進学し、政治学を専攻した。後にオールバニー法科大学校から法務博士の学位を得て、ロー・レビューである「Albany Law Review」（英語版）の編集助手を務めた。
ケリーは麻酔科医のダニエル・ケンドールと結婚したが、2006年に離婚。2008年にはダグラス・ブラントと再婚した。ブラントは当時実業家で、現在は小説家である。二人には三人の子がいる。